# Miliá (ort i Grekland, Epirus, Nomós Ioannínon)
Miliá (Milia) är en ort i Grekland.   Den ligger i prefekturen Nomós Ioannínon och regionen Epirus, i den centrala delen av landet, 300 km nordväst om huvudstaden Aten. Miliá ligger 1 184 meter över havet och antalet invånare är 396.
Terrängen runt Miliá är huvudsakligen kuperad, men norrut är den bergig. Runt Miliá är det glesbefolkat, med 8 invånare per kvadratkilometer. Närmaste större samhälle är Metsovo, 10,0 km söder om Miliá. I omgivningarna runt Miliá växer i huvudsak blandskog.